# Земялковский, Флориан
Флориан Земялко́вский (нем. Florian Freiherr Ziemialkowski, пол. Florian Ziemiałkowski; 1817, Галиция — 1900) — австрийский государственный деятель польского происхождения, барон.
В 1841 за государственную измену был приговорен к смерти, но помилован; был адвокатом; в 1863 за участие в польском восстании приговорен к трёхлетнему заключению в крепости, но опять помилован; в 1867 был избран в рейхсрат, с апреля 1873 до октября 1888 министр без портфеля в правительстве Австро-Венгрии — в качестве Министра по делам Галиции и Лодомерии.